# André Hottenhuis
André Hottenhuis (Saasveld, 5 september 1936 – Zenderen, 13 maart 2008) was een deskundige op het gebied van de streektaal en -cultuur van Twente in het algemeen en de Twentse taal- en naamkunde in het bijzonder. Hij schreef, vertaalde, adviseerde, verrichtte onderzoek en was een veelgevraagd spreker. 

## Biografie
Na het voltooien van het seminarie en de kweekschool (de voorganger van de huidige PABO) werkte André Hottenhuis als onderwijzer op de Plechelmusschool in Hengelo. In de avonduren studeerde hij daarbij voor zijn MO-Nederlands. Na het behalen daarvan kwam hij als leraar Nederlands in dienst bij de toenmalige HTS-SLP in Hengelo, waar hij later decaan werd en ten slotte directielid. In 1992 behaalde hij zijn doctoraalexamen Nederlands met een afstudeerscriptie over veranderingen in het dialect van zijn geboorteplaats Saasveld en een scriptie over Twentismen.
André Hottenhuis was onder meer voorzitter van Heemkunde Weerselo, voorzitter van de dialectcommissie van het Van Deinse-instituut (nu onderdeel van TwentseWelle), bestuurslid van de Kreenk veur de Twentse Sproak en lid van de ondersteuningsgroep Twentse Bijbelvertaling. 
Daarnaast werkte hij mee aan symposia en hield hij in heel Twente, het hele jaar door en voor zeer diverse gezelschappen, lezingen over alle mogelijke regionale onderwerpen, zoals naamkunde, de bouw van de Twentse boerderij, eten, gebruiken rondom de kerkelijke feestdagen, ziekte en overlijden en over Twentismen. Eind jaren zestig trad hij samen met een vriend enkele jaren als Buutreedner op tijdens de carnaval. Hij was een van de opstellers en docent van De Twentse Lesriege: cursussen (voor beginners en gevorderden) voor mensen die geïnteresseerd zijn in het dialect en de cultuur van Twente. 
Hij schreef twee verhalenbundels in het Twents, twee aanvullingen op het Twentse woordenboek Twents in woord en gebruik van G.J.H. Dijkhuis en leverde een groot aantal bijdragen aan tijdschriften en andere publicaties. Daarnaast stond hij veel mensen en organisaties die een beroep deden op zijn kennis van de streektaal en –cultuur, met raad en daad terzijde. In 2001 ontving hij de Twentse Taalprijs voor deze veelzijdige inzet. 
In de Twentsche Courant en later De Twentsche Courant Tubantia schreef hij tussen 1986 en 2008 de wekelijkse rubriek Wat nog niet in Dijkhuis staat, columns die gebundeld werden in gelijknamige boeken. Het tweede deel had hij enkele weken voor zijn plotselinge overlijden afgerond. 
Museum TwentseWelle houdt de herinnering aan hem levend door het organiseren van een jaarlijkse André Hottenhuis-lezing.

## Wat nog niet in Dijkhuis staat
De titel verwijst naar het standaardwerk Twents in woord en gebruik van G.J.H. Dijkhuis uit 1979. Op diens verzoek zette André Hottenhuis dit werk sinds 1986 voort, in de vorm van een rubriek in de Twentsche Courant (later De Twentsche Courant Tubantia), waarin hij de meest uiteenlopende woorden en zegswijzen beschreef. Dit resulteerde in 2001 in Wat (nog) niet in Dijkhuis staat. In het vervolg, Wat nog niet in Dijkhuis staat 2, verwerkte hij de bijdragen van 2001 tot 2005, met medeneming van feedback van lezers. Dit tweede deel verscheen in april 2008 en was een van de tien genomineerden voor Het beste boek van Overijssel, een initiatief van Stadsarchief en Atheneumbibliotheek (SAB), het Historisch Centrum Overijssel (HCO) en de Overijsselse Bibliotheek Dienst (OBD). Het kwam uit bij Uitgeverij TwentseWelle.

## André Hottenhuislezing
De André Hottenhuislezing stelt verschillende aspecten van de streektalen aan de orde, met een wetenschappelijke invalshoek. 
- Op 7 oktober 2009 kwam Siemon Reker aan het woord over de variatie binnen de streektalen van Oost-Nederland, onder de titel Dialect in soorten en maten. Siemon Reker is hoogleraar Groninger taal en cultuur aan de rijksuniversiteit van Groningen en was van 1984 tot 2009 streektaalfunctionaris van het Nedersaksisch instituut.
- Op 30 maart 2011 sprak prof. dr. Roeland van Hout (Radboud Universiteit Nijmegen) over de voor- en nadelen voor jongeren en kinderen, hun taalontwikkeling en de rol van streektaal, onder de noemer 'Streektaal Plus: waarom is de streektaal goed voor kinderen?'
- Op 28 maart 2012 was het thema de Heliand, dit naar aanleiding van de vertaling van dit oorspronkelijk Oudsaksische religieuze epische gedicht over het leven van Jezus Christus, in vijf Nedersaksische streektalen, waaronder het Twents. Inleiders en sprekers waren prof. Anne van der Meiden en drs. Harry Morshuis.
- Op 28 maart 2013 hield schrijver en taalkundige Wim Daniëls de André Hottenhuislezing met als onderwerp: ‘Het einde van de dialecten is in zicht, maar niet getreurd.’
- Op 4 oktober 2018 werd de Hottenhuislezing onder auspiciën van de Twente Academie verzorgd door dominee Klaas van der Kamp. De predikant en voormalige algemeen secretaris van de Raad van Kerken, sprak in kasteel De Oosterhof in Rijssen over taal en godsdienst onder de noemer 'Hoe de karke helpt de taal smao te óllen'.
- Op 14 februari 2023 verzorgde actrice Johanna ter Steege de André Hottenhuislezing. In een bomvolle Industriekelder van het Rijssens Museum onderhield ze een enthousiast publiek over de rol van het Twents in haar jeugd en in haar werk op bühne en filmset.

## Trivia
André Hottenhuis was op 7 januari 2007 te gast in het radioprogramma Het Klooster 
en kwam daar aan het woord over 'wijsheid uit het oosten'.

### Boeken
- Wat (nog) niet in Dijkhuis staat 2. Woordbeschrijvend boek (2008, Uitgeverij TwentseWelle, tekeningen: Wilma van der Veen)
- Diogenes en andere Twentse verhalen. Korte verhalen in het Twents (2002, Van Deinse Instituut)
- Wat (nog) niet in Dijkhuis staat. Woordbeschrijvend boek (2001, NV Uitgeverij Smit van 1876, tekeningen: Hans Leuverink)
- Het spook van ‘n Loodiek en andere verhalen. Korte verhalen in het Twents (1993, Twents-Gelderse Uitgeverij De Bruyn)

### Scripties
- Wij doen in huis meestentijds Hollands - Twentismen in het best bedoelde Nederlands.  Taaleigenaardigheden die ontstaan door het onderscheid tussen de standaardtaal en het dialect van de ‘Tukker’. Doctoraalscriptie voor studie Nederlands (1992, Rijksuniversiteit Groningen).
- Klinkerveranderingen in het sterke werkwoord. Een onderzoek naar klinkerveranderingen in de vervoeging van het sterke werkwoord in het dialect van het dorp Saasveld. Het vaststellen van veranderingen die een dialect in een dorp door de invloed van het Algemeen Nederlands ondergaat. Doctoraalscriptie voor de studie Nederlands (1992, Rijksuniversiteit Groningen).

### Bijdragen
- Verhaal Diogenes in de bundel Gloepends mooie verhalen uit Stellingwerf, Groningen, Drenthe, Salland & Land van Vollenhove, Twente, Achterhoek en de Veluwe (2014, Het Drentse Boek).
- Artikelen en verhalen voor verschillende edities van de Twentse Almanak, het Jaarboek Twente en het tijdschrift Verdan.
- Aan de volgende edities van Het Dialectenboek (Stichting Nederlandse Dialecten):
  - 5. In vergelijking met dieren. Intensiverend taalgebruik volgens de SND-krantenenquête
  - 6. Van de Streek. De weerspiegeling van dialecten in familienamen
  - 7. Aan taal herkend. Het bewustzijn van dialectverschil.
- Midwinter in Twente. Bundel verhalen en andere bijdragen van diverse auteurs (2003, Van Deinse Instituut).
- Bijdrage Taal en Tongval, Tijdschrift voor Dialectologie, Themanummer 6 (1993): Dialectverlies en regiolectvorming. Artikel Dialectverlies in Twente (pg. 26-39).

### Diversen
- Barre. Nederlands-Twents lees- en prentenboek. Oud volksverhaaltje, vrij bewerkt en geïllustreerd door Wilma van der Veen en in het Twents vertaald door André Hottenhuis (2004, Van Deinse Instituut)
- Alles plat(t) - Bloemlezing uit Achterhoek en Liemers, Grafschaft Bentheim, Twente, Westfalen. Tweetalige bloemlezing met bijdragen in proza en poëzie van 60 streektaalschrijvers van beide zijden van de Duits-Nederlandse grens. Samenstelling: André Hottenhuis, Henk Krosenbrink, Henk Lettink, Richard Schmieding, Tim Sodmann en Hans Taubken (2002, Achterland Verlags Compagnie, Vreden)
- Jipke en Jannöaken. Dertig dialectkundigen werkten samen aan dit Jip en Jannekeboek met ruim dertig verhaaltjes in evenveel varianten van het Twents (2001, Querido)
- Uitgaven van de Heemkundevereniging Weerselo:
  - Uitgave van de Veldnamen in de gemeente Weerselo (1998)
  - Kadasterboek + Atlas 1832 der gemeentes Borne en Weerselo (2005)
  - Inleidingen in het Fotoboek van de (voormalige) gemeente Weerselo (1999, 2001 en 2003, 2005)
  - Eerbetoon, over de soldaten uit de gemeente Weerselo in Indië (1945- ’52).
- Stip in de pan: de Twentse keuken, vroeger en nu. Twents kookboek. André Hottenhuis, Thea Kroese en Han Weustink (1998, Landleven / Uitgeverij Gherre)
- Geloven in glas – Het kerkeiland van Saasveld. Over de kerk van Saasveld op het ‘Kerkeiland’, de plek van het vroegere kasteel Saterslo. F. Verhaar; J. Schoenaker; A.L. Hottenhuis (1993).